# فرانچسکو اولیانو
فرانچسکو اولیانو (انگلیسی: Francesco Uliano؛ زادهٔ ۱۹ سپتامبر ۱۹۸۹) بازیکن فوتبال اهل ایتالیا است.
از باشگاه‌هایی که در آن بازی کرده‌است می‌توان به باشگاه فوتبال آسکولی و باشگاه فوتبال یو. اس. پرگولیتزه اشاره کرد.